# نیمه‌عمر (داروشناسی)
نیمه‌عمر (به انگلیسی: Half-life) پارامتری در داروشناسی و در شاخه فارماکوکینتیک جای می‌گیرد و بنابه تعریف، مدت زمانیست که نیمی از ماده فعال داروی وارد شده به بدن٬ در پلاسما یا سرم خون کاهش می‌یابد. به تعریف ساده‌تر اگر دارویی وارد بدن شود و غلظت پلاسمایی آن دارو به بیشینه خود رسیده باشد٬ مدت زمانی که این مقدار از اوج به نصف همین میزان برسد٬ نیمه‌عمر دارو نام دارد.
برای مثال، نیمه عمر آب در انسان، تقریباً 7 تا 14 روز است و نوشیدن زیاد الکل سبب کاهش یافتن این مقدار خواهد شد.
نیمه‌عمر دارو، تناسب معکوس با کلیرانس (CL) و تناسب مستقیم با حجم توزیع (VD) در داروی تجویز شده دارد.
نیمه‌عمر دارو را با (t1/2) نشان می‌دهند و از فرمول زیر به‌دست می‌آید.
{\displaystyle t_{1/2}=0,7\cdot {\frac {V_{d}}{Cl}}}
که در آن عدد ثابت ۰/۷ به‌طور تقریبی لگاریتم‌طبیعی عدد نیم یا ½ است. ( {\displaystyle ln(0,5)=-0,693...}).
فرمول نشان میدهد که چگونه با افزایش حجم توزیع٬ نیمه عمر دارویی نیز افزایش یافته‌است؛ چراکه دارو در خارج از بخش پلاسمایی قرار گرفته‌است و بنابراین دفع یا متابولیز نمی‌شود.
به طور مثال، نیمه عمر داروی متادون 17-25 ساعت می باشد . به همین دلیل روزی یک بار مصرف آن کافی می باشد.
ضمن اینکه داروی متادون نیمه عمرش در روزهای بعدی به 24-36 ساعت افزایش می یابد.